# Benny Jones
Thomas Benjamin Jones (23 tháng 3 năm 1920 - 1972) là một cầu thủ bóng đá người Anh thi đấu ở vị trí tiền vệ cánh cho Accrington Stanley ở Football League. Ông sinh ra ở Frodsham, Cheshire.